# ОШ „Свети Сава” Добој
ОШ „Свети Сава” је најуспешнија основна школа општине и регије Добој. Налази се у улици Стевана Синђелића 10. Име је добила по Светом Сави, српском принцу, монаху, игуману манастира Студенице, књижевнику, дипломати и првом архиепископу аутокефалне Српске православне цркве.

## Историјат
Основна школа „Свети Сава” је основана 25. октобра 1965. године када је Решењем Народног одбора општине Добој изграђен објекат данашње школе и отпочела је рад под називом ОШ „Јосип Јовановић” Добој. У њеном саставу су биле школе Станић Ријека, Липац, Придјел, Шеварлије и нешто касније Поточани. Данашњи назив ОШ „Свети Сава” је добила Решењем о регистрацији Окружног привредног суда Добој 11. јануара 2013. године.
Добитник је Републичког признања у области образовања „Хасан Кикић”, Плакете града Добоја, као и више признања у области културе, спорта и технике. Ученици су освојили прва, друга и трећа места на такмичењима из математике, физике, српског језика, историје, музичке културе, спорта између осталог и на олимпијади у Јапану и Тајвану. У оквиру школе данас раде деветогодишња школа у Шеварлијама и три петогодишње школе у Липцу, Придјелу и Поточанима. У свом саставу, осим фискултурне сале и других специјализованих учионица, садржи продужени боравак и школску кухињу.

## Пројекти
Досадашњи пројекти реализовани у школи су:
- „Чаробна интеркултурална мрежа пријатељства — Дигитални изазов” 2021. године[3]
- „Ја грађанин” 2021. године[4]
- „Читалићи” 2020—21. године[5]
- „Унапређење основног учења и образовања у Босни и Херцеговини” 2019. године[6]
- „Смањивање фактора здравствених ризика” 2019. године[7]
- „Једем здраво, растем здраво” 2019. године[8]
- „Школска и вршњачка медијација у Босни и Херцеговини” 2019. године[9]
- СТЕМ пројекат 2019. године[6]

## Догађаји
Догађаји основне школе „Свети Сава”:
- Светосавска академија[10]
- Дечија недеља[11]
- Недеља инклузије[12]
- Дан учитеља[13]
- Дан српског јединства, слободе и националне заставе[14]
- Дан здраве хране[15]
- Дан планете Земље[16]
- Дан без аутомобила[17]
- Дан ученичких постигнућа[18]
- Европски дан језика[19]
- Европски дан логопеда[20]
- Европски дан паркова[21]
- Европски дан минерала[22]
- Европска ноћ истраживача[23]
- Међународни дан деце оболеле од рака[24]
- Међународни дан породице[25]
- Међународни дан жена[26]
- Међународни дан родитеља[27]
- Међународни дан дечијих права[28]
- Међународни дан креативности[29]
- Међународни дан писмености[30]
- Међународни дан сигурног интернета[31]
- Међународни дан књиге за децу[32]
- Међународни дан матерњег језика[33]
- Међународни дан чаја[34]
- Међународни фестивал поезије за децу и младе[35]
- Светски дан детета[36]
- Светски дан девојчица[37]
- Светски дан учитеља[38]
- Светски дан књиге и ауторских права[39]
- Светски дан читања бајки[40]
- Светски дан љубазности[41]
- Светски дан интелигенције[42]
- Светски дан школске игре[43]
- Светски дан науке[44]
- Светски дан особа са аутизмом[45]
- Светски дан особа са Дауновим синдромом[46]
- Светски дан борбе против сиде[47]
- Светски дан борбе против дијабетеса[48]
- Светски дан штедње[49]
- Светски дан јабука[50]
- Светски дан вода[51]
- Светски дан телевизије[52]
- Ноћ музеја[53]